# Parti communiste vietnamien
Pour les articles homonymes, voir CPV.
Le Parti communiste vietnamien ou Parti communiste du Viêt Nam (en vietnamien : Đảng Cộng Sản Việt Nam) est un parti politique communiste vietnamien, actuellement au pouvoir en tant que parti unique, ce qui est garantie par l'article 4 de la Constitution vietnamienne. Le public vietnamien se réfère généralement au PCV comme simplement « le Parti » (Đảng) ou « notre Parti » (Đảng ta).
Le PCV est organisé sur le principe du centralisme démocratique, la plus haute institution du PCV est le Congrès national du Parti (en), qui élit le Comité central. Ce dernier constitue l'organe suprême des affaires du Parti entre les congrès, après lesquels, le Comité central élit le Bureau politique et le Secrétariat (en), ainsi que le Secrétaire général (en), qui représente la plus haute fonction du Parti. Entre les sessions du Comité central, le Bureau politique est l'organe executif des affaires du Parti. Cependant, il ne peut mettre en œuvre les décisions que sur la base des politiques qui ont été approuvées au préalable par le Comité central ou le Congrès national du Parti. En 2021, le 13e Bureau politique comptait 18 membres.
Le Parti est connu pour sa défense de ce qu'il appelle une « économie de marché à orientation socialiste » et de la pensée d'Hô Chi Minh (en). Le PCV s'est aligné sur l'URSS et ses alliés pendant la guerre froide et a établi une économie planifiée, avant d'instaurer une ouverture et une libéralisation de l'économie partielle connue sous le nom de Đổi mới, à partir de 1986. Le PCV participe à la Rencontre internationale des partis communistes et ouvriers.

## Histoire
Le parti est fondé sous le nom de « Parti communiste vietnamien » par Hô Chi Minh et d'autres exilés vivant à Hong Kong en février 1930. En octobre, sur instruction de l'Internationale communiste, il prend le nom de Parti communiste indochinois (PCI), dans le but d'attirer des militants issus de l'ensemble des peuples de l'Indochine française, soit non seulement des Vietnamiens, mais également des Laotiens et des Cambodgiens. Cependant, dans les faits, le parti demeure essentiellement animé par des Vietnamiens.

Drapeau du Parti communiste vietnamien.

En 1935 est tenu le premier congrès du parti à Macao. Au même moment, un congrès du Komintern à Moscou adopte une politique de front populaire contre le fascisme et incite les partis communistes à collaborer avec les forces antifascistes sans tenir compte de leur position par rapport au socialisme. C'est dans ce cadre qu'après son huitième plenum de mai 1941, le parti favorise la création de la ligue Việt Minh, qui entend regrouper nationalistes communistes et non communistes en vue d'assurer l'indépendance du Viêt Nam.
En 1945, pour renforcer cette stratégie, le parti communiste indochinois se dissout. En pratique, la direction communiste et Hô Chi Minh conservent un strict contrôle sur le Viêt Minh.
Le parti est refondé en 1951, mais sans plus regrouper les communistes du Laos et du Cambodge, qui créent leurs propres organisations, le Parti révolutionnaire du peuple khmer (en 1951) et le Parti du peuple lao (en 1955). Pour le Viêt Nam, le parti s'appelle le Đảng lao động Việt Nam ou « Parti des travailleurs du Viêt Nam ». La ligue Việt Minh est officiellement dissoute, et l'essentiel de ses attributions est repris par le lao Dong, le caractère frontiste (ouverture aux nationalistes non communistes) étant dévolu à une nouvelle organisation, le Lien Viêt, de faible influence.
En 1954, la République démocratique du Viêt Nam dirigée par le lao Dong signe les accords de Genève, par lesquels la RDV voit son indépendance reconnue par la France, mais où elle est également obligée d'accepter la partition (supposée temporaire) du pays. Le Nord passe sous le contrôle des communistes, tandis que le Sud reste sous le contrôle de l'État du Viêt Nam dirigé par Bảo Đại, puis très vite de la République du Viêt Nam (Sud Viêt Nam), laquelle refuse de reconnaître les accords de Genève, et le référendum de réunification prévu pour 1956.
Le Troisième Congrès national du parti communiste, tenu à Hanoï en 1960, officialise les objectifs de construction du socialisme au Nord Viêt Nam, et de soutien à la révolution dans le Sud, en vue de la réunification du pays. Lê Duẩn devient alors le secrétaire général du Parti, et son nouvel homme fort : il le demeurera durant toute la guerre du Viêt Nam, et jusqu'à son décès en 1986.
Lors du quatrième congrès national du parti qui se tient en 1976 après la réunification du Viêt Nam, le Parti reprend comme nom officiel « Parti communiste vietnamien ».

## Organisation
Le Parti communiste vietnamien suit le modèle marxiste et a les mêmes institutions que les autres partis communistes. En 1976, à la suite de la réunification du Viêt Nam Nord et du Viêt Nam Sud le Comité Central s'agrandit de 77 à 133 membres, le Bureau politique de 11 à 17 membres et le secrétariat de sept à neuf membres.
Le nombre de membres du parti double de 1966 (760 000 membres) à 1976 (1 553 500) représentant 3,1 % de la population totale du pays. En 1986, les deux millions de membres sont atteints.
Au 6e Congrès du parti communiste, tenu en décembre 1986, Nguyễn Văn Linh est nommé secrétaire général alors qu'un Bureau politique de 14 membres est élu et que le Comité Central est élargi à 173 membres.
En 2001 au 9e Congrès du parti communiste, Nông Đức Mạnh devient le nouveau secrétaire général.
Le 19 janvier 2011, à l'occasion du 11e Congrès du parti communiste, Nguyễn Phú Trọng est élu secrétaire général du parti. Le 28 janvier 2016, Le Comité central du PCV s'est très largement accordé pour réélire Nguyễn Phú Trọng, secrétaire général du Comité central du PCV du 11e exercice, au poste de secrétaire général du Comité central du PCV du 12e exercice.
Le Bureau politique entre 2016 : Nguyễn Phú Trọng- Secrétaire général , Trần Đại Quang, Nguyễn Thị Kim Ngân, Ngô Xuân Lịch, Tô Lâm, Nguyễn Xuân Phúc, Nguyễn Thiện Nhân, Đinh Thế Huynh, Phạm Minh Chính, Tòng Thị Phóng, Vương Đình Huệ, Trần Quốc Vượng, Phạm Bình Minh, Trương Thị Mai, Trương Hòa Bình, Nguyễn Văn Bình, Võ Văn Thưởng, Đinh La Thăng, Hoàng Trung Hải.
Parti du Secrétaire général, Président, Premier Ministre, Président de l'Assemblée nationale est le plus important des membres.
Le secrétariat en 2016 : 
Nguyễn Phú Trọng, Đinh Thế Huynh, Trần Quốc Vượng, Phạm Minh Chính, Võ Văn Thưởng, Trương Thị Mai, Lương Cường, Nguyễn Văn Nên, Nguyễn Hòa Bình.

### Schéma de l'organisation de la direction du PCV
|  |  |  |  |  |  | Secrétaire général            |  |  |  |  |  |  |  |
|  |  |  |  |  |  | Bureau politique18 membres    |  |  |  |  |  |  |  |
|  |  |  |  |  |  |                               |  |  |  |  |  |  |  |
|  |  |  |  |  |  | Comité central180 membres     |  |  |  |  |  |  |  |
|  |  |  |  |  |  |                               |  |  |  |  |  |  |  |
|  |  |  |  |  |  | Le Parti5 millions de membres |  |  |  |  |  |  |  |

## Pouvoirs
Selon l'article 4 de la Constitution du Vietnam, le parti est l'avant-garde de la classe ouvrière vietnamienne, guidé par le marxisme-léninisme et impose l'exclusivité du pouvoir politique dans la société vietnamienne. L'opposition politique est interdite et tout effort de proposer le multipartisme est réprimé par le parti communiste et la sécurité vietnamienne (« cong an »).
De plus, sans que cela soit inscrit dans la constitution, le parti coordonne ainsi les organes étatiques et détermine les grandes orientations politiques.